# Transcendence (album)
Albums par Devin Townsend
Dark Matters
(2014) Empath
(2019)
Albums par Devin Townsend Project
Sky Blue
(2014)
Transcendence est un album du Devin Townsend Project sorti le 9 septembre 2016 chez HevyDevy Records et InsideOut Music. Il est le dix-septième album studio du musicien canadien Devin Townsend, et le septième du Devin Townsend Project.
Les musiciens y ayant pris part sont, hormis Devin Townsend, Brian Waddell à la basse, Ryan van Poederooyen à la batterie, Dave Young à la guitare et aux claviers, et Mike St. Jean aux claviers. Anneke van Giersbergen intervient également au chant, comme sur les précédents albums. La pochette de l'album a été réalisée par Anthony Clarkson.
L'album est disponible dans plusieurs formats, notamment un CD en boîtier cristal classique, une édition spéciale en digipack avec un deuxième CD fait de démos, mais aussi en disque vinyle.

## Contexte et composition
Devin Townsend a déclaré avoir eu du mal à trouver de l'inspiration pour écrire un nouvel album avec le Devin Townsend Project après Z². Il lui a fallu trouver un « angle », un concept qui le motive et l'inspire, et cela a été le lâcher-prise, et le fait de laisser plus de place aux autres membres du groupe lors de la composition de l'album. Il a ainsi changé sa façon de composer pour Transcendence. Alors qu'auparavant il tentait de contrôler tous les aspects de sa musique, il a dit avoir donné plus de latitude aux musiciens et au personnel qui l'entourait, afin de tenir compte de leur avis et de plus les impliquer dans le processus de création,. Lors de la composition, il donnait ainsi des riffs, paroles, ainsi que des grandes lignes aux membres du groupe, comme ce qu'un passage donné était censé faire ressentir à l'auditeur, puis laissait le groupe arranger cela d'une manière qui corresponde à sa vision. Il a déclaré que cette approche a été salvatrice, et que « lâcher ce contrôle était la meilleure chose [qu'il] pouvait faire ». Il dit ainsi : « Je ne pensais plus rien avoir à dire avec le Devin Townsend Project jusqu'à ce que je trouve cette approche, et elle s'est avérée très motivante. »
Pour décider des chansons qui se trouveraient sur l'album parmi la soixantaine composées, Townsend a dit avoir apporté chacune d'elles aux membres du groupe, et décider ensemble lesquelles garder, processus nouveau pour lui qui auparavant arrivait directement avec la liste des chansons à jouer.
Avec cet album, Townsend a déclaré vouloir faire « quelque chose de beau parce que le monde est tellement laid en ce moment ». Il a ainsi souhaité « qu’un album comme celui-ci, qui a une énergie positive, pourra être une aide pour les gens en ces temps difficiles. Je voulais faire quelque chose de sympa à écouter, quelque chose qui n’était pas noir et lourd. Je n’avais absolument pas envie de dire aux gens : « allez tous vous faire voir, ce monde craint ». Je voulais donner une alternative plus éclairante. »

## Sortie et promotion
Afin de faire la promotion de l'album, un documentaire, réalisé par Mike "ZimZim" Zimmer durant l'enregistrement de l'album et divisé en sept parties est publié sur YouTube. Le premier épisode est disponible le 11 août 2016, il parle du processus d'enregistrement et d'écriture de l'album. Le deuxième est publié le 17 août, il se concentre sur le batteur du groupe, Ryan Van Poederooyen. Le troisième, en ligne le 23 août, concerne le guitariste Dave Young.
Le quatrième épisode, publié le 30 août, parle du bassiste Brian "Beav" Waddell. Le 6 septembre est disponible le cinquième épisode, cette fois sur le claviériste, Mike St-Jean. Puis le sixième épisode, montre le processus d'enregistrement en général. Le dernier épisode est visible le 20 septembre, on peut notamment avoir un aperçu de l'enregistrement des chœurs.
Transcendence est sorti le 9 septembre 2016 en Europe et en Amérique, et le 7 septembre au Japon. Dans son édition classique en boîtier cristal, l'album comporte dix titres. La version digipack contient un deuxième CD appelé Holding Patterns, constitué de onze titres dont neuf démos. L'édition japonaise, quant à elle, comporte trois démos en bonus : Sophie's Boobies, Young Guns, et Wolves.

## Accueil
Transcendence a été globalement très bien accueilli par la critique. Il obtient un score de 80/100 sur le site Metacritic, d'après six notes.

## Liste des pistes
| Transcendence | Transcendence                        | Transcendence | Transcendence | Transcendence | Transcendence | Transcendence | Transcendence | Transcendence | Transcendence |
| No            | Titre                                | Durée         |               |               |               |               |               |               |               |
| ------------- | ------------------------------------ | ------------- | ------------- | ------------- | ------------- | ------------- | ------------- | ------------- | ------------- |
| 1.            | Truth                                | 4:47          |               |               |               |               |               |               |               |
| 2.            | Stormbending                         | 5:22          |               |               |               |               |               |               |               |
| 3.            | Failure                              | 6:02          |               |               |               |               |               |               |               |
| 4.            | Secret Sciences                      | 7:28          |               |               |               |               |               |               |               |
| 5.            | Higher                               | 9:40          |               |               |               |               |               |               |               |
| 6.            | Stars                                | 4:17          |               |               |               |               |               |               |               |
| 7.            | Transcendence                        | 5:54          |               |               |               |               |               |               |               |
| 8.            | Offer Your Light                     | 3:57          |               |               |               |               |               |               |               |
| 9.            | From the Heart                       | 8:23          |               |               |               |               |               |               |               |
| 10.           | Transdermal Celebration (Ween cover) | 8:26          |               |               |               |               |               |               |               |
| 64:16         |                                      |               |               |               |               |               |               |               |               |

| 11. | Sophie's Boobies (demo) |  |
| 12. | Young Guns (demo)       |  |
| 13. | Wolves (demo)           |  |

| Holding Patterns (Disque 2 de l'édition digipack) | Holding Patterns (Disque 2 de l'édition digipack) | Holding Patterns (Disque 2 de l'édition digipack) | Holding Patterns (Disque 2 de l'édition digipack) | Holding Patterns (Disque 2 de l'édition digipack) | Holding Patterns (Disque 2 de l'édition digipack) | Holding Patterns (Disque 2 de l'édition digipack) | Holding Patterns (Disque 2 de l'édition digipack) | Holding Patterns (Disque 2 de l'édition digipack) | Holding Patterns (Disque 2 de l'édition digipack) |
| No                                                | Titre                                             | Durée                                             |                                                   |                                                   |                                                   |                                                   |                                                   |                                                   |                                                   |
| ------------------------------------------------- | ------------------------------------------------- | ------------------------------------------------- | ------------------------------------------------- | ------------------------------------------------- | ------------------------------------------------- | ------------------------------------------------- | ------------------------------------------------- | ------------------------------------------------- | ------------------------------------------------- |
| 1.                                                | Gump                                              | 5:24                                              |                                                   |                                                   |                                                   |                                                   |                                                   |                                                   |                                                   |
| 2.                                                | Celestial Signals (demo)                          | 5:02                                              |                                                   |                                                   |                                                   |                                                   |                                                   |                                                   |                                                   |
| 3.                                                | Support the Cause (demo)                          | 4:31                                              |                                                   |                                                   |                                                   |                                                   |                                                   |                                                   |                                                   |
| 4.                                                | Into the Sun (demo)                               | 3:11                                              |                                                   |                                                   |                                                   |                                                   |                                                   |                                                   |                                                   |
| 5.                                                | Time Overload (demo)                              | 4:00                                              |                                                   |                                                   |                                                   |                                                   |                                                   |                                                   |                                                   |
| 6.                                                | Lexus (demo)                                      | 5:14                                              |                                                   |                                                   |                                                   |                                                   |                                                   |                                                   |                                                   |
| 7.                                                | Farther On (demo)                                 | 2:51                                              |                                                   |                                                   |                                                   |                                                   |                                                   |                                                   |                                                   |
| 8.                                                | Victim (demo)                                     | 3:09                                              |                                                   |                                                   |                                                   |                                                   |                                                   |                                                   |                                                   |
| 9.                                                | Monkey Mind (demo)                                | 3:52                                              |                                                   |                                                   |                                                   |                                                   |                                                   |                                                   |                                                   |
| 10.                                               | Canucklehead (demo)                               | 2:09                                              |                                                   |                                                   |                                                   |                                                   |                                                   |                                                   |                                                   |
| 11.                                               | Loud                                              | 3:23                                              |                                                   |                                                   |                                                   |                                                   |                                                   |                                                   |                                                   |
| 42:52                                             |                                                   |                                                   |                                                   |                                                   |                                                   |                                                   |                                                   |                                                   |                                                   |

## Personnel

### Devin Townsend Project
- Devin Townsend – chant, guitare, basse, claviers, programmation
- Brian Waddell – basse
- Ryan van Poederooyen – batterie
- Dave Young – claviers, guitare
- Mike St. Jean – clavier

### Personnel additionnel
- Anneke van Giersbergen – chant
- Ché Aimee Dorval - chant
- Katrina Natale - chant

### Production
- Devin Townsend – production
- Anthony Clarkson – couverture de l'album
- Adam "Nolly" Getgood – ingénieur du son, mixage
- Ermin Hamidovic - mastering